# Pangio
Pangio é um género de peixes dulcícolas pertencentes a família (Cobitidae). Antigamente  era conhecido pelo nome de Acanthophthalmus. Um ótimo exemplo é a "cobrinha" kuhli, Pangio kuhlii, muito apreciada pelos aquaristas.
Estes peixes são mais comuns nas Ilhas Sunda, cerca de 16 espécies. Outras espécies são encontradas na Índia e Myanmar.
Em 2007, quatro novas espécies de Pangio foram descritas.

## Espécies

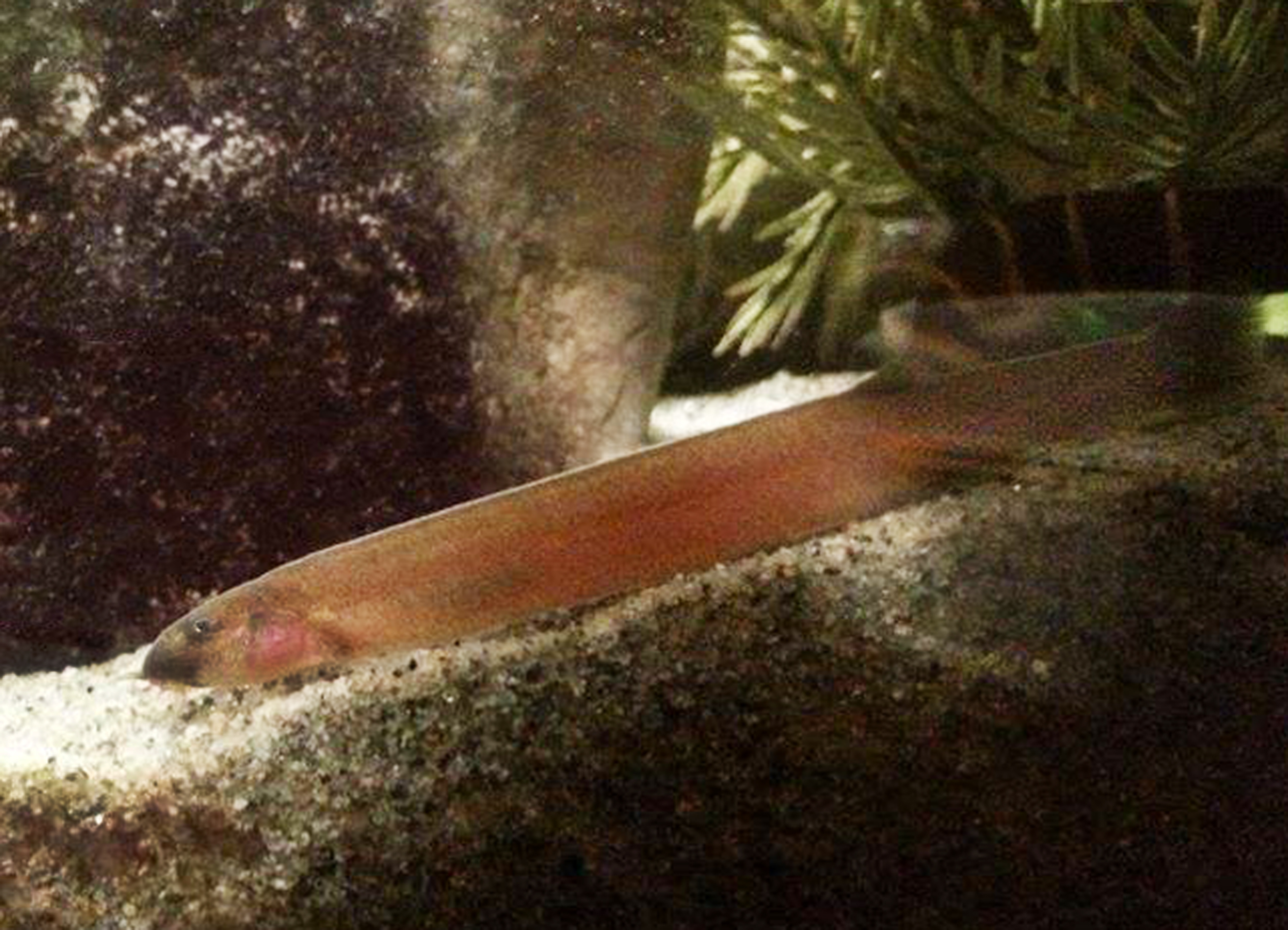
Pangio oblonga

Existem atualmente 33 espécies reconhecidas neste gênero:
- Pangio agma (M. E. Burridge, 1992)
- Pangio alcoides Kottelat & K. K. P. Lim, 1993
- Pangio alternans Kottelat & K. K. P. Lim, 1993
- Pangio ammophila Britz, Anvar Ali & Raghavan, 2012[2]
- Pangio anguillaris (Vaillant, 1902)
- Pangio apoda Britz & Maclaine, 2007
- Pangio atactos H. H. Tan & Kottelat, 2009
- Pangio bhujia Anoop et al., 2019
- Pangio bitaimac H. H. Tan & Kottelat, 2009
- Pangio cuneovirgata (Raut, 1957)
- Pangio doriae (Perugia, 1892)
- Pangio elongata Britz & Maclaine, 2007
- Pangio filinaris Kottelat & K. K. P. Lim, 1993
- Pangio fusca (Blyth, 1860)
- Pangio goaensis (Tilak, 1972)
- Pangio incognito Kottelat & K. K. P. Lim, 1993
- Pangio kuhlii (Valenciennes, 1846)
- Pangio lidi Hadiaty & Kottelat, 2009
- Pangio longimanus Britz & Kottelat, 2010
- Pangio lumbriciformis Britz & Maclaine, 2007
- Pangio malayana (Tweedie, 1956)
- Pangio mariarum (Inger & P. K. Chin, 1962)
- Pangio muraeniformis (de Beaufort, 1933)
- Pangio myersi (Harry, 1949)
- Pangio oblonga (Valenciennes, 1846)
- Pangio pangia (F. Hamilton, 1822)
- Pangio piperata Kottelat & K. K. P. Lim, 1993
- Pangio pulla Kottelat & K. K. P. Lim, 1993
- Pangio robiginosa (Raut, 1957)
- Pangio semicincta (Fraser-Brunner, 1940)
- Pangio shelfordii (Popta, 1903)
- Pangio signicauda Britz & Maclaine, 2007
- Pangio superba (T. R. Roberts, 1989)